# Japanska röda armén
Japanska Röda Armén (日本赤軍, Nihon Sekigun, även känd som Anti-Imperialistiska Internationella Brigaden (AIIB), Nippon Sekigun, Nihon Sekigun, JRA och Demokratiska Anti-Krigsfronten) var en väpnad vänstergrupp i Japan, startad av Fusako Shigenobu i februari 1971 efter att ha splittrats med Japanska kommunistförbundets röda armé-gren. Japanska Röda Armén har av USA stämplats som en terroristorganisation.
Gruppen hade som mest runt 40 medlemmar och var en av de mest fruktade väpnade grupperna i världen. JRA hade nära kontakter med Folkfronten för Palestinas befrielse (PFLP). Vid det tidiga 80-talet var JRA inte längre aktivt i Japan, och var nästan bara beroende av PFLP för finansiering, träning och beväpning.
JRA:s fastställda mål var att omkullkasta den japanska staten och monarkin samt en världsomspännande revolution. Under rättegången 2001 tillkännagav den åtalade ledaren att hon upplöste JRA och sade att hon kommer fortsätta kampen med lagliga medel.

## Medlemmar
Några av de medlemmar som varit med i JRA:
- Haruo Wako, före detta ledare, greps i februari 1997.
- Osamu Maruoka, före detta ledare, greps i november 1987.
- Tsuyoshi Okudaira, begick självmord alternativt sköts av säkerhetspersonal när han tillsammans med två andra attackerade en flygplats i Tel Aviv, Israel.
- Fusako Shigenobu, grundare och ledare. Hon har av kritiker blivit stämplad som den mest fruktade kvinnliga terroristen i världen. Avtjänade sen februari 2006 ett 20 år långt fängelsestraff. Hon släpptes fri 2022.
- Yu Kikumura greps med sprängämnen på sig och avtjänar ett 22 år långt fängelsestraff i USA.
- Yoshimi Tanaka, dömd till 12 års fängelse för en flygplanskapning som slutade i Nordkorea.
- Yukiko Ekita, greps i Rumänien i mars 1995.
- Kozo Okamoto
- Masao Adachi, Kazuo Tohira, Haruo Wako, och Mariko Yamamoto blev också gripna och fängslade i Libanon för förfalskning men skickades till Jordanien men eftersom myndigheterna vägrade ta emot dem, överlämnades de till Japan. I januari 2005 snattade Yamamoto torkad fisk på ett köpcenter och greps.
- Myndigheterna hoppas på att få flera medlemmar utvisade från Nordkorea, som gav dem asyl. Detta är en av flera anledningar till som blockerar upprättandet av diplomatiska förbindelser mellan Nordkorea och Japan.

## Aktiviteter
Under 1970- och 1980-talet attackerade JRA flera mål världen över. Här är några:
- 31 mars 1970: JRA kapar ett inrikesflyg, Boeing 727, tillhörande Japan Airlines med 129 människor ombord på Tokyos Internationella Flygplats. Åtta JRA-medlemmar bärandes på kataner och en bomb intar planet. Planet tvingades flyga till Fukuoka flygplats och senare till Gimpo flygplats i Seoul där alla passagerare släpptes. Det flög sen till Nordkorea, där medlemmarna övergav planet och dess pilot släpptes. Tanaka är en av de nio JRA-medlemmar anklagad för att ha kapat planet, men är den enda som blivit fälld. Tre av Tanakas misstänkta medkapare dog senare i Nordkorea och fem bor kvar. Enligt den japanska polisen kan ännu en kapare dött i Nordkorea.
- 30 maj 1972: Tre medlemmar av JRA attackerar Lod-flygplatsen sydost om Tel Aviv. I transithallen öppnade de helt plötsligt eld med automatvapen. Kozo Okamoto, Tsuyoshi Okudaira och Yasuyuki Yasuda hann skjuta ihjäl 24 personer och såra ytterligare 78, innan de antingen begick självmord eller sköts av flygplatsens säkerhetspersonal.
- Kapningen av Japan Airlines Flight 472